# 早田文藏
早田文藏（日语：／ Hayata Bunzō，1874年12月2日—1934年1月13日），出生於新潟縣加茂市，日本植物學家，為「台灣植物界的奠基之父」。
早田文藏1903年畢業於東京帝國大學。後任職於台灣總督府，負責台灣植物研究工作，「從1900至1921年，台灣植物相是他的研究焦點」，其間曾赴中南半島從事調查。1911年出版《臺灣植物圖譜》第1卷，其後陸續出版至第10卷，此間，「他為大約1600種的台灣新發現的植物（分類群）命名」。
早田文藏因研究臺灣植物成果卓著，獲選為帝國學士院會員。1922年擔任東京帝國大學理學部教授，並兼任東大附屬植物園園長。他提倡植物的「動的分類系」說，注重以植物內部形態和構造之不同，尤其是以莖的中心柱構造作為分類的基準。

## 生平
- - 內文中所列的文獻暫列於討論中，待查實。

### 1874年-1895年
1874年12月2日，早田文藏出生於新潟縣加茂町（現加茂市），為早田新吉（父）與早田ハツ（母）之次子。在他六歲時，父親便過世，由其母親及祖父母扶養。1887年，由加茂小學畢業後，進入私立長岡中學。後來因故輟學，被迫進入長岡市的立見吳服店當學徒，此時（1889年-1890年）他仍自行研習植物學（平凡社, 1979）。
1892年，早田加入了東京的植物學會。經常向學會提出植物學上的問題（山田, 1934）。他不僅對維管束植物有興趣，也展現了對苔蘚植物的興趣，於1928年-1929年自己撰文發表其於1893年-1894年間他所採集的苔蘚標本。
1895年，早田離開加茂町，並且進入郁文館中學。隔年其母親過世。

### 1895年-1907年
1897年3月（23歲），早田自中學畢業，並於7月進入第一高等學校。在開學前，受到同鄉川上浩二郎（在台灣基隆建設港口的工程師）的邀請，首度到台灣，但未留下任何採集記錄。進入高中後，他極力利用假日及假期從事植物的採集（八田, 1960），1898年在福島縣會津地區（尾瀨沼及尾瀨原沼澤區）的採集成果，成為他1903年發表的第一篇及第二篇科學文獻。
1900年，早田進入東京帝國大學理學部。同年的七至九月，他進行了他第一次的臺灣植物採集行程。1903年7月（29歲），早田自東京帝國大學畢業，他寫的畢業論文是日本大戟科植物（山田, 1934）。
1903年9月，早田進入東京帝國大學植物系研究所，跟隨松村任三（1856年-1928年）研究，並被指定其研究題目為台灣植物相（早田, 1931a）。1904年9月17日，他被指定為東京帝國大學理學院植物園的助理。
1905年5月（31歲），被台灣總督府短期聘任，鑑定總督府植物學者所採的標本。這個工作成為其日後對台灣植物相的研究的動力。
1907年9月，早田提出了四篇文章，獲得了理學博士的學位（山田, 1934），這四篇文章是：《台灣菊科植物》（早田, 1904a）、 《日本的大戟科及黃楊科植物》（早田, 1904b）、《台灣的植物名錄》（松村、早田, 1906）、《台灣杉，分布於台灣的松柏類新屬植物》（早田, 1906）（山田, 1934）。 11月6日，他拿到了東京帝國大學的學位（Ogura, 1940）。
1907年12月（33歲），剛獲得東京帝國大學博士的早田與神奈川縣藤澤市的Yozaemon Amaya（天谷與左衛門（此漢字日名需要確認）） 的次女，天谷クニ（Kuni Amaya）結婚。（八田, 1960）。

### 1907年以後
1908年8月13日，34歲從植物園的助理升為植物系講師（Ogura, 1940）。
1910年，前往英國倫敦植物園邱園及其他數個標本館，研究台灣植物。
1911年，出版《臺灣植物材料》（Materials for a Flora of Formosa），亦出版了《臺灣植物圖譜》第一卷。
1917年，五月-八月，在台灣總督府的資助下，前往越南北部（北圻地區）採集，可能是與解決台灣植物的分類問題有關。
1919年，45歲升任東京大學副教授。
1920年，獲日本學士院頒授桂公爵記念賞，表彰其對台灣植物的貢獻。在《台灣植物圖譜》第十卷裡，他提到此次獲奬分別捐給東京植物學會（現為日本植物學會）及台灣博物學會。
1921年5月至1922年3月，第二次前往越南（早田, 1923）。
1922年，5月17日，升任東京大學植物分類學教授，繼其指導教授，松村任三，成為大學的第三位分類學教授（Ogura, 1940），不幸的，早田大約從1922年開始生病（早田, 1923）。
1924年，4月26日，繼三好學教授（[1861-1939]1924年4月2日退休）之後，被指定為小石川植物園園長（50歲）。
1923年（大正12年） ，9月1日，關東地震，植物系及植物園受到地震損害，但未發生火災。根據Ogura, 1940（《帝大植物系的歷史》）：至1925年1月12日所有難民離開，5月15日清理完畢為止，植物園裡收容了地震難民最多達2438人。這個時期的小石川植物園園長為三好學及早田。早田任此職位一直到1930年（56歲）。
1929年，9月，早田由於心臟病發，一度病危（山田, 1934）。半年後，他漸有起色。他開始以其在大學植物系植物學的課堂裡所講述的「中柱系統」與「動力系統」的著作、以及早田對生命的想法的文章、分類學的原理等等相關著作為底稿，著手編輯植物分類學教科書。1933年，幾乎是奉獻了他僅存的精力，早田以日文發行了他《植物分類學》第一卷《裸子植物》。
1934年，1月13日（59歲）因慢性心臟病，逝於東京小石川區白山御殿町府邸。喪禮於1月16日在Shinjuku的本妙寺舉行，並厝骨於青山墓園（山田, 1979）。

### 年表
- 1874年，12月2日出生於新潟縣加茂町。
- 1887年，小學畢業進入私立中學。
- 1892年，加入東京的植物學會。
- 1895年，進入郁文館中學。
- 1897年，中學畢業，首度造訪台灣。
- 1900年，進入東京帝國大學理學部。同年的七至九月，第一次的臺灣植物採集行程。
- 1903年，七月大學畢業，並於九月繼續攻讀研究所，師從松村任三，研究台灣植物相。
- 1904年，擔任植物園助理。
- 1907年，獲得了理學博士的學位。同年12月與天谷クニ結婚。
- 1908年，升任講師。
- 1910年，前往世界各大標本館研究台灣植物。
- 1917年，五月-八月，前往北圻地區採集。
- 1919年，升任副教授。
- 1920年，獲日本學士院頒授桂公爵記念賞。
- 1921年5月至1922年3月，第二次前往越南。
- 1922年，5月17日，升任教授。
- 1923年，9月1日，關東地震，影響及於次年他繼任小石川植物園園長。
- 1924年，4月26日，被指定為小石川植物園園長。
- 1934年，1月13日，病逝於東京。喪禮於1月16日舉行。

### 台灣植物專書之出版
- 1911年，出版Materials for a Flora of Formosa（470頁）（早田, 1911a），其台灣植物圖譜（Icones Plantarum Formosanarum nec non et Contributiones ad Floram Formosanam） 第一冊，旋即由台灣總督府殖產局出版。（早田, 1911b），本書共265頁及40張版圖。

## 哲學思想
在早田稍後的文獻裡曾提到過，從孩提起，他深深地關心生死，並且刺激他研究植物以尋求他對生命基本疑問的答案，並且可能「由於家庭的信仰及他父親早逝的原因」，他在16歲的年紀便已立定志向於植物學。
1905年，早田文藏受聘為臺灣總督府植物調查囑託，在因緣際會下進入臺灣植物研究的領域，直到1924年為止，19年間致力於臺灣植物的研究與分類，完成《臺灣植物圖譜》十卷。由早田文藏命名發表的臺灣植物多達1,636筆，成為建構臺灣植物誌的重大功臣，被譽為「臺灣植物界的奠基之父」。
早田一生關注分類學、形態學、解剖學、細胞學等植物學議題；晚年更涉獵宗教、哲學等層次，進而提出新的「動態分類系統」，影響無數後世學者。
透過一系列早田文藏的研究，可清楚了解他的生平及其學說論理，進一步探討學說背後的思想或世界觀。大場秀章的《早田文藏》提到，不同於西方自希臘時代建構的「存在連鎖」的直線連鎖構造，也不同於達爾文、恩斯特·海克爾(Ernest Haeckel)描繪的「演化樹」樹狀構造，早田建構的「因陀羅網」概念，不僅涵蓋萬物的多樣性，也跳脫了直線演化的思維。簡言之，他將植物動態分類系統(Dynamic System of Plant Classification)比喻為無數玻璃珠構成的巨大宇宙網絡，各個玻璃珠都位在顏色不同的網上，反射出其他的玻璃珠，所以依觀察者看的位置不同，就呈現出不同的圖樣。這是一種有別於單線演化的相對性概念。

## 重要著作
《臺灣植物圖譜》：第1卷-第10卷，1911年至1921年陸續出版。

## 與早田相關的植物學名
下列的植物整理自《臺灣植物誌》第二版第六冊（名錄）。因此早田曾發表的植物學名並不完整（需再整理出），此為目前仍在使用者。

### 早田發表新學名之植物
參見主條目：早田文藏發表台灣植物列表
早田共發表了
- 蕨類植物：16科57種。
- 裸子植物：5科14種，其中松科植物佔了8種，而台灣杉屬（Taiwania）為其新擬的屬名。
- 雙子葉植物：75科407種。
- 單子葉植物：14科121種。
- 總計：早田命名發表的維管束植物有110科599種。

### 以學名紀念早田的植物

#### 玉蘭草屬
- 玉蘭草（Hayataella michelloides Masam.），茜草科

1934年，正宗嚴敬為紀念其恩師，於《臺灣博物學會會報》發表在台灣發現的茜草科的新種植物 Hayataella mitchelloides Masam.同時，新擬了屬名Hayataella。然而自《臺灣植物誌》第一版起即未曾見過其標本，植物誌裡之描述皆引述自正宗發表於《臺灣博物學會會報》的文章。

#### 早田蘭屬
- 早田蘭（東部線柱蘭，Hayata tabiyahanensis (Hayata) Aver.），蘭科

2008年-2009年，由美國國家地理學會及亨利路思義基金會（Henry Luce Foundation）資助的越南北部植物調查計畫，Leonid V. Averyanov在2009年於《Taiwania》發表了蘭科植物新的屬名，Hayata，以紀念早田文藏，並以早田所發表的植物東部線柱蘭（Hayata tabiyahanensis）為本屬的模式種。

#### 其他
中名或學名以紀念早田/Hayata者，以粗體標示。下列共有蕨類一種，雙子葉植物11種，單子葉植物一種，合計13種。
1. 早田氏鱗毛蕨（Dryopteris subexaltata(Christ) C. Chr.），鱗毛蕨科
2. 球果杜英（Elaeocarpus sphaericus（Gaertn.） Schumann var. hayatae(Kaneh. & Sasaki) C. E. Chang），杜英科
3. 台灣山毛櫸（台灣水青岡，Fagus hayatae Palib. ex Hayata），殼斗科
4. 台灣草莓（Fragaria hayatae Makino），薔薇科
5. 單花牻牛兒苗（Geranium hayatanum Ohwi），牻牛兒苗科
6. 早田氏冬青（Ilex hayataiana Loes.），冬青科
7. 早田氏爵床（Justicia procumbens L. var. hayatae(Yamam.) Ohwi），爵床科
8. 蘭嶼野牡丹藤（Medinilla hayataina H. Keng），野牡丹科
9. 早田氏蛇根草（Ophiorrhiza hayatana Ohwi），茜草科
10. 早田氏鼠尾草（Salvia hayatana Makino ex Hayata），脣形科
11. 假繡線菊（Spiraea hayatana H. L. Li），薔薇科
12. 恒春野茉莉（早田氏紅皮，Styrax formosana Matsum. var. hayataiana(Perkins) Li），安息香科
13. 早田氏菝葜（菱葉菝葜，Smilax hayatae T. Koyama），菝葜科
14. 早田氏柃木（Eurya hayatae Yamam.）[14]，茶科（或五列木科）

## 家人
- 父：早田 新吉
- 母：早田 ハツ
- 兄弟：早田為次子，其兄弟不詳。
- 妻：早田 クニ，1944年過世。
- 子女：三名女兒，次女早夭。有一名兒子，但不詳。
  - 長女早田亮子嫁給早田的學生秋山茂雄，稍後成為北海道大學及金澤大學的植物分類學教授。早田亮子曾要求早田高中時期即為好友的 八田（2004年7月4日，以92歲高齡過世）為早田寫傳記，成為一篇關於早田早期的生活及家人的優秀傳記。
  - 次女，Kiyoko，三歲即過世。
  - 三女 Kisako，二次世界大戰轟炸時離開東京至札幌其大姊住處。她在1949年於札幌嫁給 Mutsuo Terui。當時 Mutsuo Terui是北海道大學的助教，稍後成為青森縣弘前大學植物病理學教授，並且是弘前大學真菌標本館（HHUF, Herbarium Hirosaki University, Fungi） 的創辦人。她於1975年在弘前市過世，享年55歲。

## 學生
- 山本由松（Yoshimatsu Yamamoto, 1893年-1947年）：於稍後成為臺灣大學的台北帝國大學工作，是「早田在台灣的植物工作繼任者」，出版了五卷 《續臺灣植物圖譜》。後來因至蘭嶼工作感染恙蟲而病逝於台灣。
- 正宗嚴敬（Genkei Masamune, 1899年-1993年）：亦是台北帝國大學教授，稍後到金澤大學，一直從事著台灣植物的研究，特別是蘭科植物。
- 山田幸男（Yukio Yamada, 1900年-1975年）：北海道大學。
- 木村有香（Arika Kimura, 1900年-1996年）：東北大學，楊柳科專家。
- 御江久夫（Hisao Migo, 1900年-1985年）：上海科學院（Shanghai Science Institute），稍後至山口大學，致力於中國植物的研究。
- 佐竹義輔（Yoshisuke Satake, 1902年-2000年）：曾任國立科學博物館植物研究部部長。他在東京大學擔任早田的助教時，曾幫助早田研究其中柱理論，並且是苧麻屬及燈心草科、谷精草科植物的專家。同時他亦是個受歡迎的日本主要植物圖鑑編輯者，曾發行五卷《日本野花圖鑑》。
- 秋山茂雄（Shigeo Akiyama, 1906年-1984年），北海道大學，後來到金澤大學，是東亞薹屬植物（莎草科）專家

## 早田文藏紀念碑

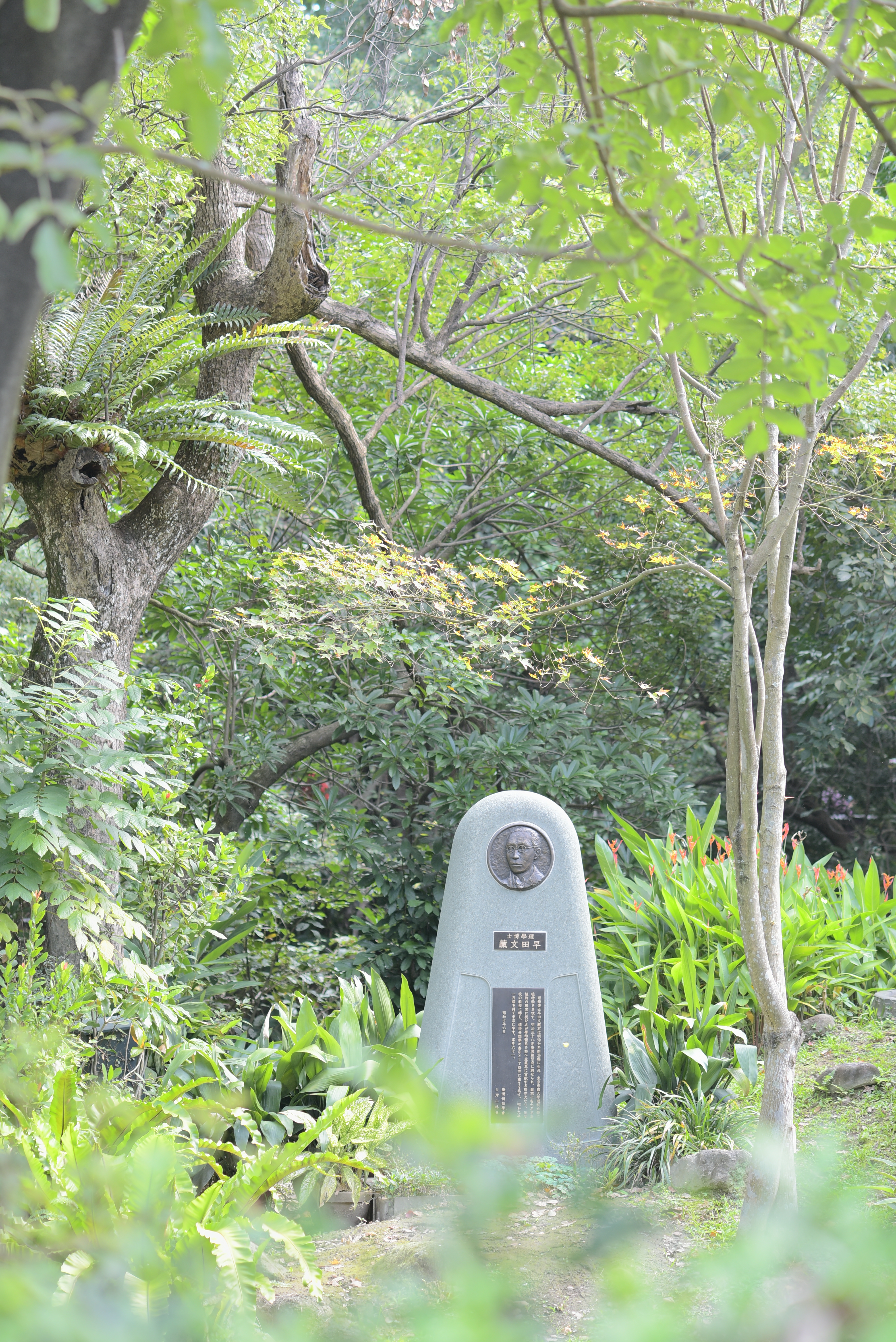
臺北植物園早田文蔵紀念碑

為紀念早田文藏博士在植物學上的貢獻，於1936年1月13日午後3點半揭幕浮雕紀念碑，浮雕部分由北村西望建造，花崗岩基座由井手薰設計，但於第二次世界大戰亡佚，且在北村西望紀念館中關於原件紀錄未多著墨，於2017年9月30日台北植物園原址揭幕仿製之早田文藏紀念碑，同時揭幕的有佛里銅像。

## 相關詞條
- 牧野富太郎、大渡忠太郎、內山富次郎、田代安定、川上瀧彌、島田彌市、佐佐木舜一、田中長三郎、亨利（Augustin Henry）（英國人）、金平亮三、磯永吉、山本由松、工藤祐舜、正宗嚴敬。

## 文獻
- Averyanov, L. V. 2009. Hayata glandulifera（Orchidaceae）, New Genus and Species From Northern Vietnam. in: Taiwania 54（4）: 311-316.
- Ohashi, Hiroyoshi.  (PDF). TAIWANIA 54（1）: 1-27. 2009  [2011-04-22]. （原始内容存档 (PDF)于2014-04-19） （英语）. （英文，內容包括早田文藏的傳記、貢獻，以及其擬新分類群的現今地位。大橋是仙台東北大學植物園教授）。
- 吳永華，1997。《被遺忘的日籍台灣植物學者》。第95-145頁。（台灣）台中：晨星出版社。
- 吳永華. . 臺灣研究先行者叢書 第3卷 (國立臺灣大學出版中心). 2016年8月15日: 456頁 [2016]  [2017年1月5日]. ISBN 978-986-350-170-1. （原始内容存档于2020年12月26日）.